# トレヴァー・スティーヴン
トレヴァー・スティーヴン（英語: Trevor McGregor Steven、1963年9月21日 - ）は、イングランド・ベリック・アポン・ツイード出身の元サッカー選手。現役時代のポジションはMF、ウインガ―。

## 経歴
イングランド代表として36試合の出場経験があり、1986年ワールドカップ・メキシコ大会、1990年ワールドカップ・イタリア大会に参加、また1988年の欧州選手権、1992年の欧州選手権にも参加した。
1980年にバーンリーFCでプロ生活をスタートさせた。1983年にエヴァートンFCに移籍、6シーズン在籍し、通算299試合60得点。この間に2度リーグ優勝、FAカップ、UEFAカップウィナーズカップなどの優勝を果たした。1989年にレンジャーズFCに移籍、2シーズン連続のリーグ優勝を果たした。1991-92年シーズンはオリンピック・マルセイユに移籍し、リーグ・アンの優勝に貢献したが、1992年に再びレンジャーズに復帰し、引退する1997年までプレーした。レンジャーズでは7度のリーグ制覇を果たした。

## タイトル
エヴァートン
フットボールリーグファーストディビジョン : 1984–85, 1986–87
- FAカップ：1983-84
- FAコミュニティ・シールド : 1984, 1985, 1986, 1987
- UEFAカップウィナーズカップ : 1984-85

レンジャーズ
スコティシュプレミアリーグ : 1989–90, 1990–91, 1992–93, 1993–94, 1994–95, 1995–96, 1996–97
- スコティッシュリーグカップ :  1990–91, 1992–93, 1993–94

マルセイユ
- リーグ・アン : 1991-92